# Mathias Weiser
Mathias Weiser (* 5. Dezember 1986 in Schleiz, Kreis Schleiz, DDR) ist ein deutscher Politiker (AfD). Bei der Bundestagswahl 2025 wurde er im Bundestagswahlkreis Vogtlandkreis in den Deutschen Bundestag gewählt.

## Leben
Weiser wurde in Schleiz im thüringischen Vogtland geboren und legte 2005 sein Abitur am Dr.-Konrad-Duden-Gymnasium Schleiz ab. Anschließend leistete er 2005 bis 2006 den Grundwehrdienst ab und nahm ein Studium an der Technischen Universität Chemnitz auf, das er 2009 mit einem Bachelor „Technikkommunikation“ abschloss. Danach folgte ein Masterstudium „General Management“ an der HTWK Leipzig. Seither ist er als kaufmännischer Leiter im Familienbetrieb Fassadentechnik Weiser tätig.
Weiser lebt heute in Plauen.

## Politik
Weiser trat 2019 der AfD bei und wurde bereits 2021 Direktkandidat der AfD im Bundestagswahlkreis Vogtlandkreis. Damals unterlag er mit 26,8 % der Erststimmen der bisher direkt gewählten späteren Bundestagsvizepräsidentin Yvonne Magwas, die 27,7 % der Stimmen erhielt. Auch bei der Landtagswahl in Sachsen 2024 wurde Weiser nicht in den Landtag gewählt, da er dem Mitbewerber Jörg Schmidt unterlag. Wenige Monate später bei der vorgezogenen Bundestagswahl 2025 erhielt er dagegen mit 43,3 % der Erststimmen 16,3 Prozentpunkte mehr, als sein Mitbewerber Robert Hochbaum, der für die CDU antrat und den Wahlkreis bereits von 2002 bis 2017 vertrat. Weiser folgt damit auf Yvonne Magwas, die nicht mehr zur Wahl antrat. Weiser ist Mitglied im Ausschuss für Wirtschaft und Energie.
Zudem ist Weiser seit der Kommunalwahlen in Sachsen 2024 Mitglied der AfD-Kreistagsfraktion im Vogtlandkreis und Vorsitzender der AfD-Stadtratsfraktion in Plauen.

## Belege
1. ↑  Team AfD Vogtland: Mathias Weiser als Direktkandidat der AfD Vogtland für die Bundestagswahl gewählt. In: AfD Kreisverband Vogtland. 17. April 2021, abgerufen am 28. Februar 2025.
2. ↑  Karsten Repert: Mathias Weiser (AfD): "Die medizinische Versorgung ist für die Bürger nicht zufriedenstellend". Blick.de, 2. März 2025, abgerufen am 28. Februar 2025.
3. ↑  Statistisches Landesamt des Freistaates Sachsen: Bundestagswahl 2021 - Wahlen - sachsen.de. Abgerufen am 28. Februar 2025.
4. ↑  Referat Kommunikation und Öffentlichkeitsarbeit: Wahlergebnisse - Wahlen - sachsen.de. Abgerufen am 28. Februar 2025.
5. ↑  Statistisches Landesamt des Freistaates Sachsen: Bundestagswahl 2025 - Wahlen - sachsen.de. Abgerufen am 28. Februar 2025.
6. ↑  Rats- und Bürgerinfosystem Vogtlandkreis. Abgerufen am 28. Februar 2025 (Ratsinformation mit Stand 28. Februar 2025).
7. ↑  SessionNet | Mathias Weiser. Abgerufen am 28. Februar 2025 (Ratsinformationssystem mit Stand 28. Februar 2025).

| Personendaten    | Personendaten                            |
| ---------------- | ---------------------------------------- |
| NAME             | Weiser, Mathias                          |
| KURZBESCHREIBUNG | deutscher Politiker (AfD), MdB           |
| GEBURTSDATUM     | 5. Dezember 1986                         |
| GEBURTSORT       | Schleiz, Kreis Schleiz, Bezirk Gera, DDR |